# Creuse
Creuse är ett franskt departement i regionen Nouvelle-Aquitaine. I den tidigare regionindelningen som gällde fram till 2015 tillhörde Creuse regionen Limousin.Huvudort är Guéret. Departementet har fått sitt namn efter floden Creuse. 